# Lista skrótów i skrótowców używanych w astronomii i astronautyce
Oto lista skrótów używanych w astronomii, bądź astronautyce, które znajdują się (niebieskie), lub jeszcze się nie znalazły (czerwone) w polskiej Wikipedii.

## Indeks
0–9 – A – B – C – D – E – F – G – H – I – J – K – L – M – N – O – P – Q – R – S – T – U – V – W – X – Y – Z

## 0–9
- 2dF – two degree Field (pole widzenia o boku 2°) – spektrograf na Teleskopie Angielsko-Australijskim
- 2MASS – Two Micron All-Sky Survey

## A
- AAO – Anglo-Australian Observatory
- AAP – Apollo Application Program
- AAT – Anglo-Australian Telescope (Teleskop Angielsko-Australijski)
- AAS – American Astronomical Society (Amerykańskie Towarzystwo Astronomiczne)
- ALMA – Atacama Large Millimeter Array
- APEX – Atacama Pathfinder Experiment
- APG – Atlas of Peculiar Galaxies (Atlas osobliwych galaktyk)
- ASAS – All Sky Automated Survey (Automatyczny przegląd całego nieba)
- ATV – Automatic Transfer Vehicle (Automatyczny Pojazd Transportowy)
- AU – Astronomical Unit (jednostka astronomiczna – j.a.)

## B
- BD – Bonner Durchmunsterung

## C
- CD – Cordoba Durchmusterung – atlas nieba i katalog gwiazd
- CERN – Conseil Européen pour la Recherche Nucléaire (Europejski Ośrodek Badań Jądrowych)
- CfA – Harvard – Smithsonian Center for Astrophysics
- CGCG – Catalogue of Galaxies and of Clusters of Galaxies (Katalog Galaktyk i Gromad Galaktyk)
- CGRO – Compton Gamma Ray Observatory
- CMB – Cosmic Microwave Background (mikrofalowe promieniowanie tła)
- CM – Command Module (moduł załogowy – dowodzenia)
- CNES – Centre National d'Études Spatiales (francuski Państwowy Ośrodek Badań Kosmicznych)
- COAST – Cambridge Optical Aperture Synthesis Telescope
- COBE – Cosmic Background Explorer (Badacz tła kosmicznego)
- CRV – Crew Return Vechicle
- CSA – Canadian Space Agency (Kanadyjska Agencja Kosmiczna)

## D
- DDO – David Dunlap Observatory również obiekty Katalogu galaktyk karłowatych
- dec. – declination (deklinacja)
- DSO – Deep Sky Object (obiekt głębokiego nieba)

## E
- ECSS – European Cooperation for Space Standarization
- ELT - Extremely Large Telescope (Ekstremalnie Wielki Teleskop)
- E-ELT – European Extremely Large optical/near-infrared Telescope (Ekstremalnie Wielki Teleskop Europejski)
- ELA – Ensemble de Lancement Ariane (kompleks startowy rakiet Ariane)
- ESA – European Space Agency (Europejska Agencja Kosmiczna)
- ESO – European Southern Observatory (Europejskie Obserwatorium Południowe)
- ET – External Tank (Zewnętrzny Zbiornik)
- ESOC – European Space Operations Centre (Europejskie Centrum Operacji Kosmicznych)
- EUVE – Extreme Ultraviolet Explorer
- EVA – Extra-vehicular Activity (działalność na zewnątrz statku kosmicznego)
- EVN – European VLBI Network
- EXOSAT – European X-Ray Observatory

## F
- FSS – Fixed Service Structure (Stała Struktura Obsługi)
- FMO – Fast Moving Object (Szybko Poruszający się Obiekt)
- FUSE – Far Ultraviolet Spectrographic Explorer

## G
- GCl – Globular Cluster (gromada kulista)
- GEO – Geostationary orbit (orbita geostacjonarna)
- GPS – Global Positioning System (globalny system nawigacji satelitarnej)
- GMRT – Giant Meterwave Radio Telescope
- GSFC – Goddard Space Flight Center
- GSLV – Geosynchronous Satellite Launch Vehicle
- GTO – Geostationary Transfer Orbit (orbita przejściowa do geostacjonarnej)

## H
- HCG – Hickson Compact Groups (Zwarte Grupy Hicksona)
- HD – Henry Draper Catalogue (katalog Henry'ego Drapera)
- HDE – Henry Draper Catalogue Extension (rozszerzenie katalogu Henry'ego Drapera)
- HEAO-2 – High Energy Astrophysical Observatory (Einstein)
- HIP – katalog Hipparcosa
- HR – Harvard Revised Catalogue
- HRD – Hertzsprung-Russel Diagram
- H-R – (diagram) Hertzsprunga-Russella
- HRSC – High Resolution Stereo Camera (stereoskopowa kamera o wysokiej rozdzielczości)
- HST – Hubble Space Telescope (Kosmiczny Teleskop Hubble'a)

## I
- IAU – International Astronomical Union (Międzynarodowa Unia Astronomiczna)
- IC – Index Catalogue
- ICBM – Intercontinental Ballistic Missile
- IMO – International Meteor Organization
- IOTA – Infrared Optical Telescope Array
- IRAS – Infrared Astronomy Satellite
- ISAS – Institute of Space and Aeronautical Science
- ISO – Infrared Space Observatory
- ISRU – In-Situ Resource Utilization
- ISS – International Space Station (Międzynarodowa Stacja Kosmiczna)
- IUE – International Ultraviolet Explorer
- IVA – Intravehicular Activity (działalność wewnątrz rozkompresowanego statku kosmicznego)

## J
- JAXA – Japan Aerospace Exploration Agency (Japońska Agencja Eksploracji Przestrzeni Powietrznej)
- JDEM – Joint Dark Energy Mission
- JIMO – Jupiter Icy Moons Orbiter
- JPL – Jet Propulsion Laboratory
- JWST – James Webb Space Telescope (Teleskop Kosmiczny Jamesa Webba)

## K
- KBO – Kuiper Belt Object (obiekt Pasa Kuipera)
- kpc – kiloparsec (kiloparsek)
- KSC – John F. Kennedy Space Center (Centrum Lotów Kosmicznych imienia Johna F. Kennedy'ego)

## L
- LC – Launch Complex (kompleks startowy)
- LCDM – inflationary lambda cold dark matter model (inflacyjny model lambda z zimną ciemną materią)
- LDN – Lynds Dark Nebula, katalog ciemnych mgławic
- LEO – Low Earth Orbit (niska orbita okołoziemska)
- LEDA – Lyon-Meudon Extragalactic Database
- LEP – Large Electron-Positron Collider (Wielki Zderzacz Elektronów i Pozytonów)
- LGM – Little Green Man (Mały Zielony Ludzik)
- LHC – Large Hadron Collider (Wielki Zderzacz Hadronów)
- LIGO – Laser Interferometer Gravitational-Wave Observatory (Laserowe Obserwatorium Interferometryczne Fal Grawitacyjnych)
- LISA – Laser Interferometer Space Antenna
- LM – Lunar Module (moduł księżycowy)
- LMC – Large Magellanic Cloud (Wielki Obłok Magellana)
- LOFAR – Low Frequency Array
- LP – Lunar Prospector
- LY – Light Year (rok świetlny)

## M
- M – numer obiektu w katalogu Messiera
- m – magnitudo
- MACHO – Massive Compact Halo Object (masywne, zwarte obiekty z halo)
- mag. – magnitudo (wielkość gwiazdowa)
- MER-A – Mars Exploration Rover A (Spirit)
- MER-B – Mars Exploration Rover B (Opportunity)
- MERLIN – Multi-Element Radio Linked Interferometer Network
- MKS – Mieżdunarodnaja Kosmiczeskaja Stancyja (ros. Międzynarodowa Stacja Kosmiczna)
- ML – Mobile Launcher (Ruchoma Wyrzutnia)
- MLP – Mobile Launcher Platform (Ruchoma Platforma Startowa)
- Mpc – Megaparsec
- MRO – Magdalena Ridge Observatory Interferometer
- MRO – Mars Reconnaissance Orbiter

## N
- NACA – National Advisory Committee for Aeronautics
- NASA – National Aeronautics and Space Administration (Narodowa Agencja Aeronautyki i Przestrzeni Kosmicznej)
- NASDA – National Space Development Agency
- NEA – Near Earth Asteroid
- NEAR – Near Earth Asteroid Rendezvous
- NEO – Near Earth Objects (Obiekty Bliskie Ziemi)
- NGC – New General Catalogue (of Nebulae and Star Clusters)
- NGST – New Generation Space Telescope (Teleskop Kosmiczny Nowej Generacji)
- NORAD – North American Aerospace Defense Command
- NOT – Nordic Optical Telescope
- NTR – Nuclear Thermal Rocket (rakieta z czynnikiem roboczym podgrzewanym reaktorem jądrowym)
- NTT – New Technology Telescope

## O
- OAO – Orbiting Astronomical Observatories (Orbitalne Obserwatoria Astronomiczne)
- OCl – Open Cluster (gromada otwarta)
- OGLE – The Optical Gravitational Lensing Experiment (Eksperyment Soczewkowania Grawitacyjnego)
- OPF – Orbiter Processing Facility
- OSIRIS-REx – Origins Spectral Interpretation Resource Identification Security Regolith Explorer
- OTW – Ogólna Teoria Względności
- OV – Orbiter Vehicle (orbiter)
- OWL – Overwhelmingly Large Telescope (Przeogromnie Duży Teleskop)

## P
- pc – parsec (parsek)
- PaST – Primeval Structure Telescope (Teleskop Struktur Pierwotnych)
- PGC – Principal Galaxies Catalogue
- PS – parsek
- PSR – pulsar
- PTA – Polskie Towarzystwo Astronomiczne
- PTMA – Polskie Towarzystwo Miłośników Astronomii

## Q
- QSO – quasi-stellar object (kwazar)
- QSR – quasi-stellar radio source (kwazar)

## R
- R.A. – Right Ascension (rektascensja)
- RAS – Royal Astronomical Society (Królewskie Towarzystwo Astronomiczne)
- RCW – Rodgers, Campbell, Whiteoak, katalog emisji H-alfa
- RMS – Remote Manipulator System (zdalny manipulator wahadłowca amerykańskiego)
- RN – Rakieta Nośna
- ROSAT – Röntgensatellit (satelita rentgenowski)
- RRAT – Rotating Radio Transient (Nieregularne Radioźródło)
- RSS – Rotating Service Structure (Obrotowa Struktura Obsługi)

## S
- SALT – Southern African Large Telescope (Wielki Teleskop Południowoafrykański)
- SAO – Smithsonian Astrophysical Observatory, część Harvard-Smithsonian Center for Astrophysics
  - SAO – Smithsonian Astrophysical Observatory Star Catalog (katalog gwiazd)
- SDSS – Sloan Digital Sky Survey
- SETI – Search for Extraterrestial Intelligence (Poszukiwania pozaziemskiej inteligencji)
- SEVA – Standing EVA (działalność na zewnątrz statku kosmicznego – niepełne wyjście)
- SIMBAD – the Set of Identifications, Measurements, and Bibliography for Astronomical Data (baza danych obiektów astronomicznych)
- SKA – Square Kilometre Array
- SLC – Space Launch Complex (kompleks startowy – armia amerykańska)
- SMC – Small Magellanic Cloud (Mały Obłok Magellana)
- SN – supernowa
- SOHO – Solar and Heliospheric Observatory
- SRB – Solid Rocket Booster (rakieta dodatkowa na paliwo stałe)
- SRM – Solid Rocket Motor (silnik rakietowy na paliwo stałe)
- SSME – Space Shuttle Main Engines (główne silniki promu kosmicznego)
- SST – Spitzer Space Telescope (Kosmiczny Teleskop Spitzera)
- SSTO – Single Stage To Orbit (rakieta jednostopniowa)
- STS – Space Transportation System (System Transportu Kosmicznego)
- STScI – Space Telescope Science Institute (Instytut Naukowy Teleskopu Kosmicznego)
- STW – Szczególna Teoria Względności

## T
- TLE – Two Line Elements (elementy dwuliniowe – dane orbitalne dla programów)
- TNO – Trans-Neptunian Objects (obiekty transneptunowe)
- TRACE – Transition Region and Coronal Explorer

## U
- UAI – Union Astronomique Internationale (Międzynarodowa Unia Astronomiczna)
- UFO – Unidentified Flying Object (Niezidentyfikowany Obiekt Latający)
- UGC – Uppsala General Catalogue of Galaxies
- UKSC – United Kingdom SALT Consortium
- US – Układ Słoneczny

## V
- VAB – Vehicle (dawniej – Vertical) Assembly Building (Budynek Montażu Pojazdów)
- VASIMR – Variable Specific Impulse Magnetoplasma Rocket
- VISTA – Visible & Infrared Survey Telescope for Astronomy
- VLA – Very Large Array (Bardzo Duży Układ)
- VLBI – Very Long Baseline Interferometry (Interferometria wielkobazowa)
- VLT – Very Large Telescope (Bardzo Duży Teleskop)
- VLTI – Very Large Telescope Interferometer

## W
- WCP – Wielka Czerwona Plama
- WHT – William Herschel Telescope
- WIMP – Weakly Interacting Massive Particle (słabo oddziałująca cząstka o dużej masie)
- WISE – Wide-field Infrared Survey Explorer – teleskop kosmiczny pracujący w zakresie podczerwieni
- WMAP – Wilkinson Microwave Anisotropy Probe
- WNC – Winnecke Catalogue of Double Stars
- WW – Wielki Wybuch

## X
- XMM – X-ray Multi Mirror Telescope Newton (XMM-Newton)

## Z
- ZHR – Zenithal Hourly Rate (liczba zenitalnych spadków na godzinę)
- ZAMS – Zero Age Main Sequence (gwiazda ciągu głównego wieku zerowego)